# Попаян
Попая̀н (на испански: Popayán) е град в Колумбия. Разположен е в югозападната част на страната, край река Каука. Главен административен център на департамент Каука. Основан е на 13 януари 1537 г. Известен е със варосаните си сгради от колониалната епоха и като религиозен център с популярни шествия по време на Страстната седмица. Сред многото църкви в града са неокласическата катедрална базилика „Успение Богородично“ с купол и църквата „La Ermita“, която датира от XVII век. В центъра, сред сенките от дърветата на парк Калдас, се намира часовникова кула от XVII век. Стъкларска, кожарска и обущарска промишленост. Има университет, основан през 1827 г. Планински курорт. Население 258 653 жители от преброяването през 2005 г.

## Побратимени градове
- Валенсия, Испания